# Bakersfield (Vermont)
Bakersfield – miasto w Stanach Zjednoczonych, w stanie Vermont, w hrabstwie Franklin.